# Parálisis braquial obstétrica
La parálisis braquial obstétrica (abreviada PBO) es una lesión en los nervios periféricos del plexo braquial (C5, C6, C7, C8 y T1), que afecta a la extremidad superior y sobreviene por un traumatismo producido en el mecanismo del parto. De otro modo, se puede definir como la pérdida de movilidad y/o sensibilidad en el miembro superior (brazo, antebrazo o mano) causada por una lesión de los nervios del plexo braquial en el momento del parto.
- Parálisis: no hay movimiento.
- Braquial: que afecta al brazo.
- Obstétrica: originado en el momento del parto.

## Etiología
La aparición de la PBO se asocia a partos complicados: también se han dado casos en partos de nalgas y podálicos y, en raras ocasiones, a partos por cesárea; la mayoría de las PBO ocurren en los partos cefálicos. En el momento del nacimiento durante el expulsivo, la cabeza sale, pero no así los hombros que quedan atrapados, detenidos detrás de la sínfisis del pubis materno (estructura ósea); este hecho es conocido como distocia de hombros; es aquí cuando el personal sanitario que atiende el parto tira, tracciona con demasiada fuerza y de forma incorrecta de la cabeza del bebé para solventar esta distocia, produciendo como consecuencia la lesión. En los partos de nalgas la PBO se presenta al hacer tracción hacia un lado del tronco y el cuello del bebé mientras la cabeza queda en el interior óseo. En los casos de cesáreas la PBO sucede por causa del uso de anestesia profunda, que produce una excesiva relajación de los músculos del feto y su extracción propicia la lesión.
La PBO se produce en dos de cada mil nacimientos (2:1000), es decir, en el 0,2% de los partos aumentando este porcentaje considerablemente en bebés macrosómicos, por encima de los 4,0 a los 4,5kg de peso. Aunque no se puede predecir, sí que existen factores que incrementan las probabilidades de que esta lesión se produzca: parto prolongado, exceso del peso del feto (macrosomía fetal), obesidad materna, aumento ponderal excesivo del peso de la madre durante el embarazo, diabetes gestacional, diabetes materna, parto instrumentado, contractura de los músculos pélvicos maternos, embarazo prolongado o postérmino, etc.
El pronóstico de esta lesión vendrá marcado por el número de raíces nerviosas que hayan sido afectadas y de la gravedad del traumatismo que la ocasionó.

## Lesiones asociadas a la PBO
- Fractura de clavícula (es muy frecuente. En muchos de los casos se provoca voluntariamente con el instrumental obstétrico como medida para tratar de rotar los hombros del feto).
- Fractura humeral.
- Cefalohematoma.
- Parálisis facial.
- Luxación de cadera (en caso de PBO es aconsejable descartar esta lesión asociada mediante una ecografía de cadera).
- Síndrome de Claude-Bernard-Horner.
- Lesión nervio frénico.

## Tipos de PBO

### Por las raíces dañadas
- Superior o Duchenne-ERB: Lesión de C5-C6 y ocasionalmente C7. Es la más frecuente (aproximadamente el 50 % de los casos). Se traduce en una afectación de hombro, codo y, en caso de existir lesión de C7, extensión de muñeca. Dedos y manos con movimiento normal. La postura típica del miembro afectado en los primeros días es el brazo pegado al cuerpo, codo extendido, hombro en rotación interna y muñeca flexionada y con desviación cubital.
- Inferior o Dejerine-Klumpke: Lesión de C8-T1. Muy poco frecuente. Comienza con una afectación total del miembro superior que evoluciona en poco tiempo hasta limitarse a la pérdida de la movilidad y la sensibilidad de los músculos intrínsecos de los dedos y de la mano.
- Media: lesión aislada de C7 (es la menos frecuente).
- Total: Lesión de C5,C6, C7, C8 y T1. Se presenta el brazo en péndulo sin respuesta a los movimientos reflejos ni contracción muscular voluntaria. El déficit de la sensibilidad afecta a la totalidad del brazo.

### Por el nivel funcional de la lesión
- Lesión postganglionar: Es la más frecuente. Puede ser neuroapraxia, axonotmesis o neurotmesis.
  - Neuropraxia: Consiste en un estiramiento del nervio que produce un bloqueo transitorio de la función del mismo. Se resuelve sin secuelas en el plazo aproximado de dos semanas. El 80-90 % de las PBO pertenecen a este tipo.
  - Axonotmesis: Rotura del nervio periférico sin daño de la vaina de mielina que lo recubre. La recuperación espontánea es posible ya que el nervio tiene capacidad de regenerarse y la conservación de la vaina guía el crecimiento axonal en la dirección correcta. El grado de recuperación espontánea no se conocerá hasta pasado un año. Hay que tener en cuenta, también, que en algunos casos esta regeneración puede verse dificultada por la existencia de una cicatriz (neuroma) que dificulta la conducción nerviosa, por lo que la cirugía, en estos casos facilitará una recuperación mejor que la conseguida espontáneamente.
  - Neurotmesis: Desgarro del nervio incluyendo la vaina. La recuperación espontánea será pobre. Los cabos del nervio crecerán hasta encontrarse pero en el camino se producirá un fenómeno de dispersión axonal que se traducirá en una conducción de la señal nerviosa muy deficiente. La neurotmesis necesita reconstrucción quirúrgica.

- Lesión preganglionar: Es la lesión que ocasiona denervación en el miotoma correspondiente con potenciales sensitivos normales. Son las lesiones más graves. Son las llamadas avulsiones radiculares.
  - Avulsión: Arrancamiento de la raíz nerviosa directamente de su nacimiento en la médula espinal. No existe posibilidad de recuperación espontánea (ya que la médula no tiene capacidad de regenerarse en ningún caso). Precisa intervención quirúrgica primaria en todos los casos y, aunque las avulsiones tienen un pronóstico pobre, la cirugía primaria es básica para poder recuperar rangos de movimientos del brazo (inmediatamente tras la cirugía, no se puede predecir cuál será el alcance de la recuperación, pues el tiempo y la rehabilitación del miembro afecto es lo que determinará la mejoría del brazo).

A simple vista, el especialista no podrá distinguir una lesión preganglionar (radiculopatía) de una postganglionar (plexopatía), a no ser que existan ciertos signos en el paciente que le orienten: si manifiesta síndrome de Horner, o debilidad de determinados músculos como el serrato, romboides o paravertebrales se puede pensar en una lesión preganglionar; si existe presencia de un signo de Tinell sería una lesión postganglionar… No obstante, existen pruebas neurofisiológicas, como el electroneurograma y el electromiograma (EMG), que aclararían esta duda; si bien es cierto que actualmente un grupo mayoritario de cirujanos de plexo desaconsejan estas pruebas en niños muy pequeños porque infravaloran el grado de lesión nerviosa; pero también puede recurrirse a una resonancia nuclear magnética (RNM) que, al ser indolora, es la más recomendada en niños pequeños.

## Tratamiento
Se puede realizar dos grandes grupos de tratamientos para la PBO. 
- Tratamiento quirúrgico.
  - Microcirugía Directa o Primaria o de reconstrucción del plexo
  - Cirugías paliativas
- Tratamiento conservador.
  - Tratamiento rehabilitador.
  - Toxina botulínica.
  - Férulas

### Tratamiento quirúrgico
En 1903 se realizó la primera intervención quirúrgica de una PBO Superior (C5-C6). En 1916 aparecieron resultados estadísticos que mostraban que había un 30% de “buenos” resultados al realizar ablación del neuroma y sutura nerviosa. Pero no es hasta la década de los 60, con el inicio de la microcirugía, cuando empieza la verdadera revolución en el tratamiento de las PBO.

#### Microcirugía directa o primaria
También se le llama de cirugía de reconstrucción de plexo. No todos los niños con PBO son candidatos a este tipo de operaciones. Tendrán que cumplir una serie de criterios:
- En caso de PBO totales (C5 – T1): si al mes de vida no aparece movimiento en el pulgar y el resto de dedos de la manita, o si hay sospecha de avulsión de las raíces (PBO asociada a parálisis del diafragma, o el signo de Claude Bernard Horner…).

- En caso de PBO superior: si a los tres meses de edad no se observa la presencia de función del músculo bíceps (flexor de codo). Estadísticamente, si a esta edad no existe este movimiento de bíceps la recuperación espontánea será muy pobre.

La mayoría de los especialistas europeos mantienen que la edad idónea para realizar la intervención primaria en las PBO es antes de los 6 meses; pero existen dos grandes corrientes que difieren en el límite de edad para hacerlo. Mientras que para unos hay que operar a los bebés a los 5 meses de edad si no han recuperado la flexión de codo, para otros sería a los 3 meses si no existe este movimiento. 
Dentro de la cirugía primaria encontramos distintas técnicas quirúrgicas para reconstruir el plexo braquial:
1. Neurolisis: Consiste en remover la fibrosis cicatrizal (tejido fibroso) que se haya podido producir en los nervios dañados para que mejore la conducción de la señal nerviosa. En general es una técnica que se realiza como paso previo para otra actuación. Sería como «limpiar» la raíz nerviosa.
2. Injerto nervioso: Es la técnica que se realiza cuando nos encontramos ante una rotura de las raíces nerviosas. Se limpian los dos extremos de la raíz dañada y a continuación se interpone entre ellos un injerto de otro nervio sensitivo sano, que puede ser extirpado de una o ambas piernas del bebé (nervio sural), del brazo o de la zona intercostal. Se une con cola biológica y se inmoviliza al bebé. Las inmovilizaciones se realizan con escayola o férula que abarca la cabecita, el tórax (cefalotorácica)y el brazo lesionado en posición de cabestrillo, o bien, con vendaje, vendaje Velpeau. La inmovilización suele durar unas tres cuatro semanas, dependiendo del criterio del cirujano.
3. Transferencia nerviosa o neurotización: Esta es la técnica de elección en caso de raíces nerviosas arrancadas desde la médula (avulsión). Se separa de su territorio de inervación normal a un nervio donante vecino (es decir se desvía) y se conecta con el cabo distal del nervio lesionado. Después de una neurotización el cerebro del bebé debe aprender que para mover determinados músculos tiene que hacerlo mandando la señal a través de estas vías nuevas.

#### Cirugías paliativas
Las cirugías paliativas engloban el conjunto de técnicas quirúrgicas cuyo fin es actuar sobre las partes blandas (músculo, ligamento, tendón) y óseas del brazo afectado de forma que consigan sustituir las funciones perdidas a causa de la PBO. Generalmente se comienzan a realizar alrededor de los dos, tres años de vida.
No todos los niños necesitan cirugías paliativas; dependerá de cada caso concreto y de la aparición o no de secuelas a medida que el niño vaya creciendo. Es importante destacar que la cirugía primaria y las paliativas no son excluyentes. El hecho de necesitar o no la cirugía primaria no es definitivo para que sea posteriormente necesaria una cirugía paliativa; la evolución de la lesión marcará la necesidad o no de este segundo tipo de cirugía. Estas técnicas quirúrgicas tratan de alcanzar los siguientes objetivos:
- Restablecer el equilibrio muscular.

- Liberar contracturas.

- Eliminar deformidades.

Para ello emplean diversas técnicas como transferencias musculares, tenodesis, osteotomía y artrodesis.

### Tratamiento conservador
Este tipo de tratamiento incluye todas las técnicas de tratamiento no invasivas. Dentro de este grupo encontraremos las distintas terapias englobadas dentro del tratamiento rehabilitador, además del empleo de toxina botulínica y de férulas (ambas generalmente prescritas por los médicos especialistas).

#### Tratamiento rehabilitador
- Movilizaciones pasivas: son los movimientos que hay que realizarle al niño en las diferentes articulaciones del miembro afecto, en el que no existe actividad voluntaria, y el niño no participa de ellas. Tienen como objeto mantener la movilidad articular y flexibilidad muscular. Requieren de constancia y dedicación pues hay que realizarlas varias veces al día y se recomienda comenzarlos a realizar inmediatamente después de que haya sido diagnosticada la PBO, siempre y cuando no haya fractura de clavícula asociada.

- Masaje terapéutico: El masaje facilita la circulación y mejora el suministro de nutrientes de los músculos paralizados, además de normalizar el tono muscular y prevenir las contracturas provocadas por el desequilibrio muscular del brazo lesionado y el agotamiento del miembro por sobresolicitación.

- Fisioterapia pediátrica neurológica: Existen varias terapias distintas dentro de esta clasificación. Las más habituales son la Terapia Vojta y la Terapia de concepto Bobath. Existe un amplio debate acerca de cuál de ellas es la más efectiva. Tanto una como otra dan resultados satisfactorios y no se ha demostrado científicamente la supremacía de ninguna de ellas. La elección de cuál de ellas es la que se considera más adecuada para el paciente vendrá determinada por la decisión consensuada entre los terapeutas encargados del tratamiento y los padres/familiares del menor.

- Otros tratamientos: Terápia acuática, estimulación sensorial, kinesiotape o vendaje neuromuscular, electroestimulación.

#### Toxina botulínica
Cuando los nervios de un brazo lesionado por una PBO reinervan (espontáneamente o quirúrgicamente), a veces surge el fenómeno de la cocontracción. Esta cocontracción consiste en que se contraen a la vez un grupo muscular y su antagonista. Esta situación puede limitar la función del brazo y provocar alteraciones articulares.
Al infiltrar la toxina botulínica, que es una neurotoxina, conseguimos debilitar temporalmente el grupo muscular que esté más fuerte dando la oportunidad de trabajar con ejercicios y estimulación a la musculatura más débil. En general, esta técnica se aplica en niños a partir de un año de edad.

#### Férulas
El uso de férulas se reserva principalmente para corregir limitaciones en la extensión del codo (uso nocturno). También son frecuentes las que tratan de mejorar las alteraciones en la supinación del antebrazo (o en la pronación), la flexión de la muñeca o la posición de los dedos. 
Su uso siempre estará pautado por un especialista de la PBO. 
En los casos en los que sea necesario un tratamiento quirúrgico, el tratamiento conservador seguirá siendo de vital importancia en las fases pre y postoperatorias.